# مسعود فردمنش
مسعود فردمنش (زادهٔ ۱ اسفند ۱۳۲۸) شاعر، ترانه‌سرا، خواننده و آهنگساز ایرانی مقیم لس آنجلس است. بیشتر شهرت وی به سببِ ترانه‌ها و دکلمهٔ اشعار از سری آلبوم‌های حکایت است. آهنگسازی، تهیه‌کنندگی و در نهایت خوانندگی از جمله فعالیت‌های موسیقایی اوست. همچنین برنامه‌سازی، گویندگی و اِجرای برنامه تلویزیونی را نیز در کارنامه کاری خود دارد.

## زندگی
مسعود فردمنش در اسفند ماه ۱۳۲۸ در تهران متولد شد. او از دوران کودکی به شعر و ادبیات فارسی علاقه داشت و با اینکه در دبیرستان در رشتهٔ ریاضی تحصیل کرده‌بود، به‌دنبال ادبیات رفت و به سرودن شعر و ترانه پرداخت. وی ابتدا همافر نیروی هوایی ارتش شاهنشاهی ایران بود و به‌طور مداوم برای انتشار ترانه‌های خود در شورای موسیقی تلاش می‌نمود و چندین‌بار در این کار با عدم پذیرش آن شورا مواجه شد. نخستین ترانه‌ای که از وی به شهرت رسید، ترانهٔ «عروس نازت می‌شم» بود که با صدای نسرین اجرا شد.
وی در روزهای ابتدایی انقلاب، به عنوان افسر نیروی هوایی ارتش، نماینده ویژه دادستان و فرمانده سپاه پاسداران مستقر در فرودگاه مهرآباد تهران بود. او هرگز عضوی از اعضای سپاه پاسداران نبوده و حضورش در آن سمت، صرفاً به‌صورت مأموریت از ارتش به دیگر نهادهای تازه تأسیس کشور بوده است. پس از ورود گوگوش به ایران در سال ۱۹۷۹ با اخذ اطلاعات محل سکونت و شماره تلفن منزل وی، مجوز ورود به ایران را صادر کرد. همچنین در رفع مصادره منزل گوگوش از دادستان انقلاب نقش مهمی ایفا نمود. نهایتاً پس از گذشت چند سال ابتدای انقلاب با بازخرید کردن خود از ارتش جهت پیگیری کار شعر و ترانه در سال ۱۹۸۵ میلادی از ایران خارج و راهی آمریکا شد. وی پس از چند سال فعالیت در زمینه راه و ترابری، و کسب موفقیت‌های اقتصادی، توانست کار ترانه‌سرایی را مجدد دنبال کند.

## آثار
وی پس از ورود به آمریکا مدتی در منزل وارطان آوانسیان (بنیان‌گذار شرکت ترانه) زندگی و شروع به ارائه آثار خود با همکاری بهترین هنرمندان وقت نمود که حاصل آن انتشار حدود ۴۰۰ ترانه با همکاری بیش از ۴۰ خواننده و ۳۰ آهنگساز و تنظیم‌کننده می‌باشد. در نهایت خود او نیز ناچار به خواندن شد و نزدیک به ۴۰ ترانه نیز با صدای خود منتشر کرد. عمدهٔ همکاری‌های وی با شهره صولتی می‌باشد که شامل ۲۷ ترانه بوده که در این میان، ۶ ترانه شامل دکلمه نیز می‌شدند. مسعود فردمنش به سبب فوت مادر شهره صولتی، ترانهٔ «مادر» را به او هدیه کرد.

#### مجموعه حکایت‌ها
مجموعه حکایت‌ها که دربرگیرنده بخشی از آثار اوست بزرگ‌ترین دستاورد کاری او محسوب می‌شود. در این مجموعه ابتدا او با سیاوش قمیشی همکاری کرد و در هر کدام از حکایت‌ها با یک هنرمند، کار خود را تداوم داد و از حکایت ششم به بعد، خودش به اجرای ترانه‌ها و دکلمه‌ها پرداخت. بعضی از بهترین آثار او در همین مقطع زمانی تولید و با صدای خود او منتشر شده‌اند. از حکایت هشتم به بعد نیز همسرش؛ فتیه عامری شاعر دیگری بود که پایش به این مجموعه باز و دکلمه‌هایش در این مجموعه شنیده شد. در نهایت فردمنش دچار بیماری شد و از خواندن ترانه بازماند؛ شدت این ماجرا به‌قدری بود که وی برای مدتی در سخن گفتن نیز مشکل داشت. پس از بهبودی وی همراه با همسرش به‌صورت دکلمه‌خوانی کار حکایت‌ها را ادامه و نیز برنامه تلویزیونی مکتب عشق را در تلویزیون‌های ایرانی لس آنجلس تهیه و اجرا می‌نماید.
| همکاران مسعود فردمنش در آثار منتشر شده از وی | همکاران مسعود فردمنش در آثار منتشر شده از وی | همکاران مسعود فردمنش در آثار منتشر شده از وی | همکاران مسعود فردمنش در آثار منتشر شده از وی | همکاران مسعود فردمنش در آثار منتشر شده از وی | همکاران مسعود فردمنش در آثار منتشر شده از وی | همکاران مسعود فردمنش در آثار منتشر شده از وی | همکاران مسعود فردمنش در آثار منتشر شده از وی | همکاران مسعود فردمنش در آثار منتشر شده از وی | همکاران مسعود فردمنش در آثار منتشر شده از وی |
| خواننده                                      | خواننده                                      | خواننده                                      |                                              |                                              | خواننده و آهنگساز                            |                                              |                                              | آهنگساز و تنظیم‌کننده                         | آهنگساز و تنظیم‌کننده                         |
| -------------------------------------------- | -------------------------------------------- | -------------------------------------------- | -------------------------------------------- | -------------------------------------------- | -------------------------------------------- | -------------------------------------------- | -------------------------------------------- | -------------------------------------------- | -------------------------------------------- |
| گوگوش                                        | ابی                                          | ستار                                         |                                              |                                              | سیاوش قمیشی                                  |                                              |                                              | فرید زلاند                                   | صادق نوجوکی                                  |
| اندی                                         | کوروس                                        | منصور                                        |                                              |                                              | حسن شماعی‌زاده                                |                                              |                                              | جهانبخش پازوکی                               | محمد حیدری                                   |
| لیلا فروهر                                   | عارف                                         | شهره                                         |                                              |                                              | شهرام شب‌پره                                  |                                              |                                              | منوچهر چشم‌آذر                                | ناصر چشم‌آذر                                  |
| حمیرا                                        | معین                                         | بیژن مرتضوی                                  |                                              |                                              | حبیب محبیان                                  |                                              |                                              | اریک ارکانت                                  | آندرانیک                                     |
| جهان                                         | بهزاد                                        | پویا                                         |                                              |                                              | سلیمان واثقی                                 |                                              |                                              | کاظم عالمی                                   | بابک رادمنش                                  |
| شیلا                                         | ناهید                                        | دلارام                                       |                                              |                                              | مهرداد آسمانی                                |                                              |                                              | ایمان فروتن                                  | داوود اردلان                                 |
| نسرین                                        | اشکان                                        | امید                                         |                                              |                                              | مرتضی برجسته                                 |                                              |                                              | عبدی یمینی                                   | آرمن آهارونیان                               |
| سوزان روشن                                   | شهرام صولتی                                  | احمد آزاد                                    |                                              |                                              | داوود بهبودی                                 |                                              |                                              | مجید قربانی                                  | نوید نحوی                                    |
| حسن شجاعی                                    | عباس قادری                                   | جمال وفایی                                   |                                              |                                              | مارتیک                                       |                                              |                                              | شوبرت آواکیان                                | آرا هایراپتیان                               |
| فرخ ترک‌زاده                                  | علیرضا افتخاری                               | احمدرضا نبی‌زاده                              |                                              |                                              | شاهرخ                                        |                                              |                                              | محمد مقدم                                    | پرویز رحمان‌پناه                              |
| پیام                                         | نازنین                                       | فیروزه رسولی                                 |                                              |                                              | شهیاد                                        |                                              |                                              | محمد ستاری                                   | فرشید مقصود                                  |

| آلبوم‌های منتشر شده از مسعود فردمنش  | آلبوم‌های منتشر شده از مسعود فردمنش  | آلبوم‌های منتشر شده از مسعود فردمنش | آلبوم‌های منتشر شده از مسعود فردمنش |
| نام آلبوم                           | هنرمند میهمان                       | سال انتشار                         | تعداد قطعات                        |
| ----------------------------------- | ----------------------------------- | ---------------------------------- | ---------------------------------- |
| در امتداد عشق                       | در امتداد عشق                       | ۱۹۸۷                               | ۹                                  |
| حکایت                               | سیاوش قمیشی                         | ۱۹۹۲                               | ۱۰                                 |
| حکایت «۲»                           | منوچهر چشم‌آذر                       | ۱۹۹۳                               | ۸                                  |
| حقیقت تلخ از فیلم سینمایی حقیقت تلخ | حقیقت تلخ از فیلم سینمایی حقیقت تلخ | ۱۹۹۳                               | ۹                                  |
| حکایت «۳»                           | ستار                                | ۱۹۹۶                               | ۸                                  |
| حکایت «۴»                           | شاهرخ                               | ۱۹۹۷                               | ۹                                  |
| حکایت «۵»                           | شهره                                | ۲۰۰۰                               | ۸                                  |
| حادثه                               | سیاوش قمیشی                         | ۲۰۰۱                               | ۹                                  |
| حکایت «۶»                           | حکایت «۶»                           | ۲۰۰۱                               | ۱۰                                 |
| حکایت «۷»                           | حکایت «۷»                           | ۲۰۰۳                               | ۹                                  |
| حکایت «۸»                           | فتیه عامری                          | ۲۰۰۵                               | ۱۸ در ۲ سی‌دی                       |
| زنگ تفریح                           | زنگ تفریح                           | ۲۰۰۶                               | ۸                                  |
| حکایت «۹»                           | فتیه عامری                          | ۲۰۰۸                               | ۹                                  |
| حکایت عاشقی‌ها (۱۰)                  | فتیه عامری                          | ۲۰۱۲                               | ۱۱                                 |
| حکایت «۱۱»                          | فتیه عامری                          | ۲۰۱۶                               | ۳۷                                 |